# Михайловка (Шумихинский район)
Михайловка — деревня в Шумихинском районе Курганской области России. Входит в состав Галкинского сельсовета.

## География
Деревня находится на западе Курганской области, в лесостепной зоне, при автодороге 37Н-2224 (Карачельское — Прошкино — Ленинка), на расстоянии примерно 51 километра (по прямой) к северо-западу от Шумихи, административного центра района. Абсолютная высота — 156 метров над уровнем моря.
Климат
Климат характеризуется как континентальный с холодной малоснежной зимой и коротким тёплым летом. Средняя температура воздуха самого тёплого месяца (июля) составляет 18,5 °C (абсолютный максимум — 39 °C); самого холодного (января) — −16,8 °C (абсолютный минимум — −48 °C). Среднегодовое количество атмосферных осадков составляет 429 мм, из которых 323 мм выпадает в тёплый период.

## История
До 1917 года входила в состав Галкинской волости Шадринского уезда Пермской губернии. По данным на 1926 год село Михайловское состояло из 413 хозяйств. В административном отношении являлось центром Михайловского сельсовета Песчанского района Шадринского округа Уральской области.

## Население
| 1989 | 2002 | 2010 |
| ---- | ---- | ---- |
| 215  | ↘183 | ↘93  |

По данным переписи 1926 года в селе проживало 2061 человек (1007 мужчин и 1054 женщины), в том числе: русские составляли 100 % населения.
Гендерный состав
По данным Всероссийской переписи населения 2010 года в гендерной структуре населения мужчины составляли 44,1 %, женщины — соответственно 55,9 %.
Национальный состав
Согласно результатам Всероссийской переписи населения 2002 года, в национальной структуре населения русские составляли 99 % из 183 чел.